# Coppa Svizzera
La Coppa Svizzera (in tedesco Schweizer Cup, in francese Coupe de Suisse, in romancio Cuppa Svizra) è la coppa nazionale di calcio della Svizzera, a cui partecipano le squadre di Super League, Challenge League, Prima Lega e le vincitrici delle coppe cantonali. Assunse la denominazione commerciale di Swisscom Cup dal 2003 al 2008.
Le squadre di Prima Lega e Seconda Lega interregionale sono le prime a iniziare la competizione con turni di qualificazione disputati in coda alla precedente stagione nella misura di una gara per ogni livello di distanza del proprio campionato dalla Challenge League. Le vincitrici delle coppe cantonali si qualificano invece per principio, come pure i 19 club della Swiss Football League ad eccezione del Vaduz, poiché avente sede in Liechtenstein.
Il tabellone principale inizia dai trentaduesimi di finale, per un totale di 64 compagini; il torneo prosegue con i sedicesimi, gli ottavi, i quarti, le semifinali e la finale in campo neutro. Le formazioni dei campionati inferiori giocano in casa. La vincitrice si qualifica per la Europa League o per la Conference League in base alla classifica della squadra nel coefficiente UEFA.
Ogni eliminatoria si disputa in gara secca in casa della squadra che milita nel campionato minore; in caso di militanza nella medesima serie, la sede della partita è decisa tramite sorteggio.
Alla coppa non partecipano le squadre del Liechtenstein, che pur militando nei campionati svizzeri hanno il loro trofeo nazionale, la Coppa del Liechtenstein.

## Storia
La prima Coppa Svizzera venne giocata nel 1925, ma la competizione ha avuto due predecessori:
- l'Anglo Cup: disputata per quattro volte, dal 1909-1910 al 1912-1913 secondo il regolamento della FA Cup.
- la Och Cup: fu cancellata dopo due edizioni (1920-1921 e 1921-1922) causa difficoltà di calendario.

Il 27 e 28 giugno 1925, su iniziativa di Eugen Landolt (presidente del Baden), fu organizzata la prima edizione della Coppa Svizzera. Le squadre che parteciparono al primo turno furono 64, tuttavia, poiché i club iscritti furono 75, il 6 settembre 1925 si dovette giocare un turno di qualificazione. Il banchiere losannese Aurèle-Gilbert Sandoz (1884-1952) fece dono all'Associazione svizzera di calcio e di atletica, che navigava in cattive acque a livello finanziario, di una coppa del peso di quasi sette chilogrammi. La coppa, che in suo onore venne ribattezzata Trofeo Sandoz, divenne così il riconoscimento ufficiale del torneo; fino ad oggi è stata vinta da 15 squadre.
Il Sion nel 2005-2006 è stata la prima e unica squadra di Challenge League a conquistare la coppa.
Dal 2003 al 2008 la coppa si chiamava Swisscom Cup dallo sponsor Swisscom e dal 2013 Würth Coppa Svizzera con sponsor Würth.

## Albo d'oro
| Stagione  | Vincitore         | Risultato             | Finalista          |
| --------- | ----------------- | --------------------- | ------------------ |
| 1925-1926 | Grasshoppers      | 2-1                   | Berna              |
| 1926-1927 | Grasshoppers      | 3-1                   | Young Fellows      |
| 1927-1928 | Servette          | 5-1                   | Grasshoppers       |
| 1928-1929 | Urania Ginevra    | 1-0                   | Young Boys         |
| 1929-1930 | Young Boys        | 1-0                   | Aarau              |
| 1930-1931 | Lugano            | 2-1 dts               | Grasshoppers       |
| 1931-1932 | Grasshoppers      | 5-1                   | Urania Ginevra     |
| 1932-1933 | Basilea           | 4-3                   | Grasshoppers       |
| 1933-1934 | Grasshoppers      | 2-0                   | Servette           |
| 1934-1935 | Losanna           | 10-0                  | Nordstern          |
| 1935-1936 | Young Fellows     | 2-0                   | Servette           |
| 1936-1937 | Grasshoppers      | 10-0                  | Losanna            |
| 1937-1938 | Grasshoppers      | 2-2 dts, 5-1          | Servette           |
| 1938-1939 | Losanna           | 2-0                   | Nordstern          |
| 1939-1940 | Grasshoppers      | 3-0                   | Grenchen           |
| 1940-1941 | Grasshoppers      | 1-1 dts, 2-0          | Servette           |
| 1941-1942 | Grasshoppers      | 0-0 dts, 3-2          | Basilea            |
| 1942-1943 | Grasshoppers      | 2-1                   | Lugano             |
| 1943-1944 | Losanna           | 3-0                   | Basilea            |
| 1944-1945 | Young Boys        | 2-0 dts               | San Gallo          |
| 1945-1946 | Grasshoppers      | 3-0                   | Losanna            |
| 1946-1947 | Basilea           | 3-0                   | Losanna            |
| 1947-1948 | La Chaux-de-Fonds | 2-2 dts, 2-2 dts, 4-0 | Grenchen           |
| 1948-1949 | Servette          | 3-0                   | Grasshoppers       |
| 1949-1950 | Losanna           | 1-1 dts, 4-0          | Cantonal Neuchâtel |
| 1950-1951 | La Chaux-de-Fonds | 3-2                   | Locarno            |
| 1951-1952 | Grasshoppers      | 2-0                   | Lugano             |
| 1952-1953 | Young Boys        | 1-1 dts, 3-1          | Grasshoppers       |
| 1953-1954 | La Chaux-de-Fonds | 2-0                   | Friburgo           |
| 1954-1955 | La Chaux-de-Fonds | 3-1                   | Thun               |
| 1955-1956 | Grasshoppers      | 1-0                   | Young Boys         |
| 1956-1957 | La Chaux-de-Fonds | 1-1 dts, 3-1          | Losanna            |
| 1957-1958 | Young Boys        | 1-1 dts, 4-1          | Grasshoppers       |
| 1958-1959 | Grenchen          | 1-0                   | Servette           |
| 1959-1960 | Lucerna           | 1-0                   | Grenchen           |
| 1960-1961 | La Chaux-de-Fonds | 1-0                   | Bienne             |
| 1961-1962 | Losanna           | 4-0 dts               | Bellinzona         |
| 1962-1963 | Basilea           | 2-0                   | Grasshoppers       |
| 1963-1964 | Losanna           | 2-0                   | La Chaux-de-Fonds  |
| 1964-1965 | Sion              | 2-1                   | Servette           |
| 1965-1966 | Zurigo            | 2-0                   | Servette           |
| 1966-1967 | Basilea           | 3-0                   | Losanna            |
| 1967-1968 | Lugano            | 2-1                   | Winterthur         |
| 1968-1969 | San Gallo         | 2-0                   | Bellinzona         |
| 1969-1970 | Zurigo            | 4-1 dts               | Basilea            |
| 1970-1971 | Servette          | 2-0                   | Lugano             |
| 1971-1972 | Zurigo            | 1-0                   | Basilea            |
| 1972-1973 | Zurigo            | 2-0 dts               | Basilea            |
| 1973-1974 | Sion              | 3-2                   | Neuchâtel Xamax    |
| 1974-1975 | Basilea           | 2-1 dts               | Winterthur         |
| 1975-1976 | Zurigo            | 1-0                   | Servette           |
| 1976-1977 | Young Boys        | 1-0                   | San Gallo          |
| 1977-1978 | Servette          | 2-2 dts, 1-0          | Grasshoppers       |
| 1978-1979 | Servette          | 1-1 dts, 3-1          | Young Boys         |
| 1979-1980 | Sion              | 2-1                   | Young Boys         |
| 1980-1981 | Losanna           | 4-3                   | Zurigo             |
| 1981-1982 | Sion              | 1-0                   | Basilea            |
| 1982-1983 | Grasshoppers      | 2-2 dts, 3-0          | Servette           |
| 1983-1984 | Servette          | 1-0                   | Losanna            |
| 1984-1985 | Aarau             | 1-0                   | Neuchâtel Xamax    |
| 1985-1986 | Sion              | 3-1                   | Servette           |
| 1986-1987 | Young Boys        | 4-2 dts               | Servette           |
| 1987-1988 | Grasshoppers      | 2-0                   | Sciaffusa          |
| 1988-1989 | Grasshoppers      | 2-1                   | Aarau              |
| 1989-1990 | Grasshoppers      | 2-1                   | Neuchâtel Xamax    |
| 1990-1991 | Sion              | 3-2                   | Young Boys         |
| 1991-1992 | Lucerna           | 3-1 dts               | Lugano             |
| 1992-1993 | Lugano            | 4-1                   | Grasshoppers       |
| 1993-1994 | Grasshoppers      | 4-0                   | Sciaffusa          |
| 1994-1995 | Sion              | 4-2                   | Grasshoppers       |
| 1995-1996 | Sion              | 3-2                   | Servette           |
| 1996-1997 | Sion              | 3-3 5-4 (dcr)         | Lucerna            |
| 1997-1998 | Losanna           | 2-2 4-3 (dcr)         | San Gallo          |
| 1998-1999 | Losanna           | 2-0                   | Grasshoppers       |
| 1999-2000 | Zurigo            | 2-2 3-0 (dcr)         | Losanna            |
| 2000-2001 | Servette          | 3-0                   | Yverdon            |
| 2001-2002 | Basilea           | 2-1 dts               | Grasshoppers       |
| 2002-2003 | Basilea           | 6-0                   | Neuchâtel Xamax    |
| 2003-2004 | Wil               | 3-2                   | Grasshoppers       |
| 2004-2005 | Zurigo            | 3-1                   | Lucerna            |
| 2005-2006 | Sion              | 1-1 5-3 (dcr)         | Young Boys         |
| 2006-2007 | Basilea           | 1-0                   | Lucerna            |
| 2007-2008 | Basilea           | 4-1                   | Bellinzona         |
| 2008-2009 | Sion              | 3-2                   | Young Boys         |
| 2009-2010 | Basilea           | 6-0                   | Losanna            |
| 2010-2011 | Sion              | 2-0                   | Neuchâtel Xamax    |
| 2011-2012 | Basilea           | 1-1 4-2 (dcr)         | Lucerna            |
| 2012-2013 | Grasshoppers      | 1-1 5-4 (dcr)         | Basilea            |
| 2013-2014 | Zurigo            | 2-0 dts               | Basilea            |
| 2014-2015 | Sion              | 3-0                   | Basilea            |
| 2015-2016 | Zurigo            | 1-0                   | Lugano             |
| 2016-2017 | Basilea           | 3-0                   | Sion               |
| 2017-2018 | Zurigo            | 2-1                   | Young Boys         |
| 2018-2019 | Basilea           | 2-1                   | Thun               |
| 2019-2020 | Young Boys        | 2-1                   | Basilea            |
| 2020-2021 | Lucerna           | 3-1                   | San Gallo          |
| 2021-2022 | Lugano            | 4-1                   | San Gallo          |
| 2022-2023 | Young Boys        | 3-2                   | Lugano             |
| 2023-2024 | Servette          | 0-0 9-8 (dcr)         | Lugano             |
| 2024-2025 | Basilea           | 4-1                   | Bienne             |

## Vittorie per squadra
| Squadra           | Vittorie | Secondi posti | Anni vittorie |
| ----------------- | -------- | ------------- | --- |
| Grasshoppers      | 19       | 13            | 1926, 1927, 1932, 1934, 1937, 1938, 1940, 1941, 1942, 1943, 1946, 1952, 1956, 1983, 1988, 1989, 1990, 1994, 2013 |
| Basilea           | 14       | 10            | 1933, 1947, 1963, 1967, 1975, 2002, 2003, 2007, 2008, 2010, 2012, 2017, 2019, 2025                               |
| Sion              | 13       | 1             | 1965, 1974, 1980, 1982, 1986, 1991, 1995, 1996, 1997, 2006, 2009, 2011, 2015                                     |
| Zurigo            | 10       | 1             | 1966, 1970, 1972, 1973, 1976, 2000, 2005, 2014, 2016, 2018                                                       |
| Losanna           | 9        | 8             | 1935, 1939, 1944, 1950, 1962, 1964, 1981, 1998, 1999                                                             |
| Servette          | 8        | 12            | 1928, 1949, 1971, 1978, 1979, 1984, 2001, 2024                                                                   |
| Young Boys        | 8        | 8             | 1930, 1945, 1953, 1958, 1977, 1987, 2020, 2023                                                                   |
| La Chaux-de-Fonds | 6        | 1             | 1948, 1951, 1954, 1955, 1957, 1961                                                                               |
| Lugano            | 4        | 7             | 1931, 1968, 1993, 2022                                                                                           |
| Lucerna           | 3        | 4             | 1960, 1992, 2021                                                                                                 |
| Grenchen          | 1        | 3             | 1959 |
| San Gallo         | 1        | 5             | 1969 |
| Aarau             | 1        | 2             | 1985 |
| Urania Ginevra    | 1        | 1             | 1929 |
| Young Fellows     | 1        | 1             | 1936 |
| Wil               | 1        | -             | 2004 |